# عقيدة درقية

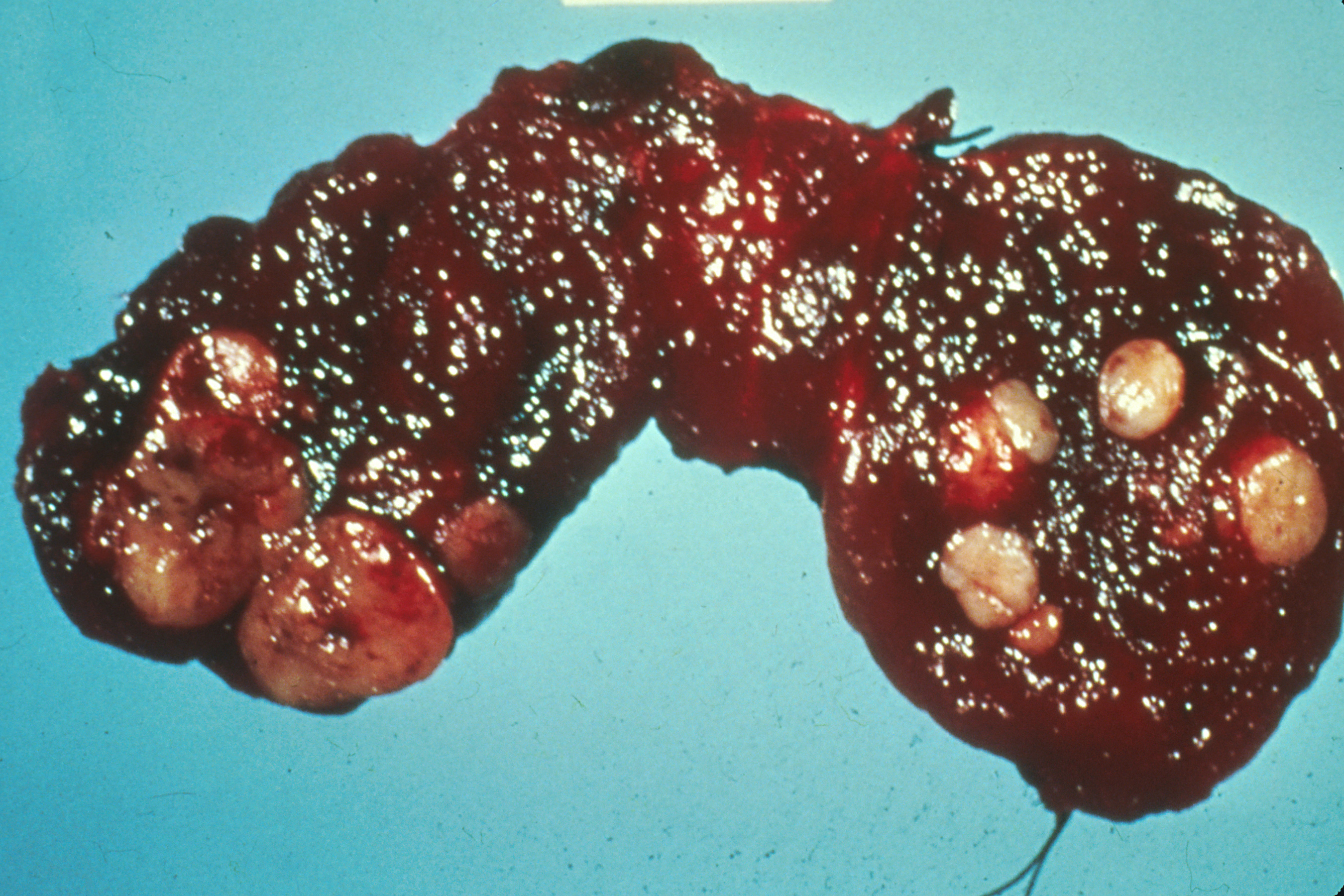
غدة درقية مصابة بعقيدات سرطانية

العقيدة الدرقية عي عبارة عن كتل تظهر عادة في الغدة الدرقية غير الطبيعية. يشير ظهورها إلى وجود ورم درقي، إلا أنها قلما تكون سرطانية. 

## توضيح
إن هذه البروزات غير الطبيعية الناشئة في النسيج الدرقي، غالباً ما تكون متوضعةً على حافة الغدة الدرقية و يمكن الشعور بوجودها على شكل كتلة فوق الحنجرة. تبدو العقيدات على شكل كتلة في مقدمة الرقبة، عندما تكون كبيرة الحجم أو عندما يصاب بها أشخاص نحيلون.
أحياناً تكون العقيدة الدرقية على شكل تجويف ممتلئ بالسوائل إذ تُسمى الكيس الدرقي. غالباً ما تكون المكونات الصلبة مختلطة مع المكونات السائلة. عادة ما تنتج الأكياس الدرقية من تنكس الأورام الغدية الدرقية( الأدينومات الدرقية)، و التي تكون حميدة، إلا أنها وفي بعض الحالات قد تضم مكونات صلبة خبيثة.

## التشخيص
بعد أن تكتشف العقيدة من خلال الفحص السريري، يُحول المريض إلى طبيب مختص بالغدد أو طبيب أذن أنف حنجرة. غالباً ما يتم اللجوء إلى الأمواج فوق الصوتية للتثبت من وجود العقيدات وتقييم الحالة العامة للغدة. قياس الهرمون المنبه للدرقية (TSH) و الأجسام المضادة لمضادات الدرقية سيساعد على اكتشاف إذا ما كان هنالك مرض أو خلل وظيفي في الغدة الدرقية كالتهاب الغدة الدرقية لهاشيموتو، و هو من الأسباب المعروفة لظهور تضخم الغدد الحميد (دراق). كما يتم اللجوء إلى الخزعة بالأبرة الدقيقة لفحص مرضيات الأنسجة (الهيستوباثولوجيا).
تكون العقيدات الدرقية أكثر انتشاراً لدى الشباب والأطفال. ما يقارب ال50% من الناس سبق لهم وأن عانوا منها، غير أن كشفها غالباً ما يتم بالمصادفة.